# Эжанцы
Эжанцы (якут. Эдьээн) — село в Усть-Майском улусе Республики Саха (Якутия) России. Административный центр и единственный населённый пункт Эжанского национального наслега.

## География
Село находится в восточной части Якутии, в пределах восточной части Приленского плато, на правом берегу реки Алдан, на расстоянии примерно 33 км (по прямой) к востоку-северо-востоку (ENE) от посёлка городского типа Усть-Мая, административного центра улуса. Абсолютная высота — 161 м над уровнем моря.
Климат
Климат характеризуется как резко континентальный. Средняя температура воздуха самого тёплого месяца (июля) составляет 18 °C; самого холодного (января) — −42,2 °C. Среднегодовое количество атмосферных осадков составляет 302 мм.
Часовой пояс
Село Эжанцы находится в часовой зоне МСК+6. Смещение применяемого времени относительно UTC составляет +9:00.

## Население
| 2002 | 2010 | 2012 | 2013 | 2014 | 2015 | 2016 |
| ---- | ---- | ---- | ---- | ---- | ---- | ---- |
| 382  | ↘360 | ↘348 | ↘345 | ↘330 | ↘327 | ↘317 |
| 2017 | 2018 | 2019 | 2020 | 2021 |      |      |
| ↘311 | ↘309 | ↘295 | ↘289 | ↗305 |      |      |

Половой состав
По данным Всероссийской переписи населения 2010 года, в гендерной структуре населения мужчины составляли 49,7 %, женщины — соответственно 50,3 %.
Национальный состав
Согласно результатам переписи 2002 года, в национальной структуре населения эвенки составляли 75 % из 382 чел.

## Улицы
| - ул. Алданская, - ул. Александра Иванова, - ул. Александры Атласовой, - ул. Боярова, | - ул. Победы, - ул. Полянского, - ул. Удачная. |

## Инфраструктура
В селе функционируют детский сад, школа, дом культуры, библиотека, фельдшерско-акушерский пункт, свиноферма, овощехранилище, речная пристань и авиаплощадка.